# Sediman
Sediman, Sedmant el-Djebel ou Sidmant al-Jabal est un bourg du gouvernorat de Beni Souef, en Moyenne-Égypte.
Le 7 octobre 1798 s'y déroula la bataille de Sédiman où le général Desaix défit les mamelouks de Mourad Bey.